# 陈友德
陈友德据说他是下柬埔寨人后裔，柬埔寨人民党籍政治家，于2003年代表柬埔寨人民党当选为柬埔寨磅清扬省国民议会议员，2008年柬埔寨王国政府任命成柬埔寨公共工程和运输部部长。